# Chlum-Korouhvice
Chlum-Korouhvice (en allemand : Chlum-Korowitz) est une commune du district de Žďár nad Sázavou, dans la région de Vysočina, en République tchèque. Sa population s'élevait à 41 habitants en 2020.

## Géographie
Chlum-Korouhvice se trouve à 12 km au sud-est du centre de Bystřice nad Pernštejnem, à 26 km au sud-sud-est de Žďár nad Sázavou, à 35 km au sud-sud-est de Jihlava et à 90 km au sud-est de Prague.
La commune est limitée par Sulkovec au nord, par Rovečné et Věstín à l'est, par Vír au sud et par Dalečín à l'ouest.

## Histoire
La première mention écrite de la localité date de 1349.

## Administration
La commune se compose de deux quartiers :
- Chlum
- Korouhvice

## Transports
Par la route, Chlum-Korouhvice se trouve à 12 km de Bystřice nad Pernštejnem, à 38 km de Žďár nad Sázavou, à 74 km de Jihlava et à 176 km de Prague.